# Martinique-Amazone
Die Martinique-Amazone (Amazona martinicana) ist ein ausgestorbener Amazonenpagagei von Martinique, einer Insel, die zu den Kleinen Antillen gehört.
Diese Papageienart wurde erstmals 1742 von Jean-Baptiste Labat mit den Worten erwähnt: „Dieser Papagei ist mir ein zu gewöhnlicher Vogel, als dass ich mich damit aufhalten möchte, ihn zu beschreiben.“ 1779 wurde die Art von Georges-Louis Leclerc de Buffon erneut beschrieben. Da keine Knochen und anderes konserviertes Material vorhanden ist, verfasste Austin Hobart Clark im Jahre 1905 die wissenschaftliche Erstbeschreibung anhand der Schilderungen von Labat und Buffon. Lionel Walter Rothschild ordnete diese Amazone 1907 in seinem Werk Extinct Birds den hypothetischen Arten zu. 
Die Martinique-Amazone soll der ebenfalls ausgestorbenen Veilchenamazone (Amazona violacea) von der Insel Guadeloupe sehr ähnlich gesehen haben. Manche Wissenschaftler, wie der US-amerikanische Ornithologe James Cowan Greenway, vermuten, dass beide Arten konspezifisch waren. Kopf, Nacken und Unterseite der Martinique-Amazone waren grau, der Rücken war grün. 
Bis 1800 war die Martinique-Amazone ausgestorben, vermutlich durch Lebensraumzerstörung und Überjagung.